# Ptilinop coronat
El ptilinop coronat (Ptilinopus coronulatus) és una espècie d'ocell de la família dels colúmbids (Columbidae) que habita boscos i sabanes de Nova Guinea i altres illes de la zona, com Aru, Salawati, Yapen i Manam.